# Irving Layton
Pour les articles homonymes, voir Layton.
Irving Layton (12 mars 1912 — 4 janvier 2006) est un poète canadien d'origine roumaine actif des années 1940 aux années 1980.

## Biographie
Le 12 mars 1912 naquit Israël Pincu Lazarovitch à Târgu Neamţ, une petite ville de Roumanie, de parents juifs Moses et Klara Lazarovitch, qui émigrèrent à Montréal en 1913. Ils vécurent dans des conditions difficiles dans le quartier de la rue Saint-Urbain, rendu célèbre plus tard par les romans de Mordecai Richler. Le père de Layton mourut lorsque son fils n'avait que treize ans. 
Layton fut diplômé de l'Alexandra Elementary School et fut inscrit à l'école secondaire Baron Byng, où sa vie changea lorsqu'il découvrit des poètes tels qu'Alfred Lord Tennyson, Walter Scott, William Wordsworth, des essayistes comme Francis Bacon, Oliver Goldsmith, Samuel Johnson et Jonathan Swift, mais également William Shakespeare et Charles Darwin.
À cause de son niveau scolaire, sans baccalauréat et aussi en raison de finances limitées, il s'inscrivit au Collège MacDonald en 1934 et reçut un baccalauréat ès sciences en agriculture.
Au collège, il était bien connu dans les cercles artistiques pour ses attitudes antibourgeoises et son esprit critique vis-à-vis de la politique. Il remarqua vite que son véritable intérêt tendait vers la poésie, et décida d'entamer une carrière de poète et devint ami avec les jeunes poètes contemporains tels que le canadien John Sutherland, Raymond Souster (en) et Louis Dudek. Au cours des années 1940, Layton et ses amis poètes rejetèrent la génération précédente d'hommes de lettres : leurs efforts ont aidé à donner le ton des poètes de génération d'après-guerre au Canada. Leur principale idée était de faire naitre un style essentiellement canadien, loin du style anglais, devant refléter les réalités sociales de l'époque. 
En 1936, Layton a rencontré Faye Lynch qu'il épousa en 1938. Quand il eut terminé ses études au Collège Macdonald en 1939, il partit avec sa femme à Halifax où il fit des petits boulots. Bientôt désabusé il décida, un soir, de revenir à Montréal et joignit les deux bouts en enseignant l'anglais aux nouveaux immigrants.  Indécis quant à son avenir et révolté par la violence d'Hitler envers les Juifs et la destruction de la culture européenne, Layton s'enrôla dans l'armée canadienne en 1942. En servant à Petawawa, Layton rencontra Betty Sutherland, (1921-1984) un peintre accompli, demi-sœur de l'acteur Donald Sutherland. Layton divorça par la suite d'avec Faye et se maria avec Betty. Ils eurent deux enfants ensemble : Max Reuben (1946) et Naomi Parker (1950).
Layton acquit la réputation d'un orateur formidable sur le réseau anglais de la société Radio-Canada en débattant durant l'émission Fighting Words.  La publication de A Red Carpet For The Sun (un Tapis Rouge Pour le Soleil) en 1959 lui permit d'acquérir une réputation nationale tandis que les nombreux livres de poésie qui suivirent lui donnèrent une réputation internationale. 
En 1946 Layton reçut un M.A d'économie et de science politique (avec une thèse sur Harold Laski). Trois ans plus tard il commença à enseigner l'anglais, l'Histoire et les sciences politiques dans un lycée juif. Il était alors un enseignant influent et certains de ses étudiants sont devenus des auteurs et des artistes : parmi eux on peut citer le poète/compositeur de chansons Leonard Cohen et le magnat de la télévision Moses Znaimer. Layton continua à enseigner durant la plus grande partie de sa vie la poésie anglaise et américaine moderne à l'Université Sir George Williams (maintenant l'université Concordia) et comme  professeur à l'université York de Toronto au cours des années 1970 tout en faisant de nombreuses conférences à travers le Canada. Layton poursuivit son doctorat en 1948 bien qu'il l'ait abandonné en raison des demandes de sa vie professionnelle déjà agitée.
À la fin des années 1950, des amis présentèrent Layton à Aviva (qui avait émigré à Montréal depuis l'Australie natale en 1955). Après plusieurs années d'indécision pénible, Layton et Betty se séparèrent et Layton emménagea avec Aviva. Ils eurent un fils, David, en 1964. Bien que Layton soit resté juridiquement marié à Betty, sa relation avec Aviva dura plus de vingt ans, finissant seulement à la fin des années 1970 quand elle le quitta.

## Dernières années
Tout comme au long des années 1950 et au début des années 1990, Layton voyagea à de nombreuses reprises à l'étranger et devint surtout populaire en Corée du Sud et en Italie; et en 1981 ces deux nations le nommèrent pour le Prix Nobel de Littérature qui fut cette année-là décerné au romancier Gabriel Garcia Marquez. Parmi beaucoup de ses prix reçus pendant sa carrière on compte le Prix du Gouverneur général pour Un Tapis Rouge pour le Soleil en 1959. En 1976 il fut nommé Officier de l'Ordre du Canada. Il était le premier non-Italien à qui fut décerné un Petrarch Award, un prix italien pour reconnaître le talent d'un poète. 
Layton divorça finalement d'avec Betty puis épousa Harriet Bernstein, une ancienne étudiante. En 1981, une fille, Samantha Clara, vit le jour. Le mariage d'Harriet et Layton fut de courte durée. Il rencontra alors Anna (Annette) et bien que de 48 ans plus jeune que lui, elle devint sa cinquième et dernière femme. Le couple a convenu finalement qu'Anna avait besoin de commencer une vie propre et elle déménagea le 1er mars 1995. Des amis s'occupèrent de Layton après qu'on lui diagnostiqua la maladie d'Alzheimer. Il mourut au Centre gériatrique maimonides à Montréal à l'âge de 93 ans le 4 janvier 2006.
Leonard Cohen a dit une fois de lui, « je lui ai enseigné comment s'habiller et il m'a enseigné comment vivre pour toujours ».

## Publications

### Poésie
- Here and Now. Montréal, First Statement Press, 1945.
- Now Is The Place: Stories and Poems. Montréal, First Statement Press, 1948.
- The Black Huntsmen: Poems. Montreal : 1951.
- avec Louis Dudek et Raymond Souster (en) : Cerberus. Toronto, Contact Press, 1952.
- Love the Conqueror Worm. Toronto, Contact Press, 1953.
- In the Midst of My Fever. Palma de Mallorca, Espagne, Divers Press, 1954.
- The Long Pea-Shooter. Montreal: Laocoon Press, 1954.
- The Blue Propeller. Toronto: Contact Press, 1955.
- The Cold Green Element. Toronto: Contact Press, 1955.
- The Bull Calf and Other Poems. Toronto: Contact Press, 1956.
- The Improved Binoculars: Selected Poems. Introduction de William Carlos Williams. Highlands, NC: Jonathan Williams, 1956. 2d édition 1957. Toronto: Porcupine’s Quill, 1991[4].   (ISBN 0889841012)
- Music on a Kazoo. Toronto: Contact Press, 1956.
- A Laughter in the Mind. Highlands, NC: Jonathan Williams, 1958. 2d edition Montreal: Éditions d'Orphée, 1959.
- A Red Carpet for the Sun. Toronto: McClelland and Stewart, 1959.
- The Swinging Flesh Toronto: McClelland and Stewart, 1961. (poèmes et récits)
- Balls for a One-Armed Juggler Toronto: McClelland and Stewart, 1963.
- The Laughing Rooster. Toronto: McClelland and Stewart, 1964.
- Collected Poems. Toronto: McClelland and Stewart, 1965.
- Periods of the Moon: Poems. Toronto: McClelland and Stewart, 1967.
- The Shattered Plinths. Toronto: McClelland and Stewart, 1968.
- Selected Poems. Wynne Francis ed. Toronto: McClelland and Stewart, 1969. London: Charisma, 1977.
- The Whole Bloody Bird: Obs, Aphs & Pomes. Toronto: McClelland and Stewart, 1969.
- Poems to Color — 1970
- The Collected Poems of Irving Layton. Toronto: McClelland and Stewart, 1971.
- Nailpolish. Toronto: McClelland and Stewart, 1971.
- Lovers and Lesser Men. Toronto: McClelland and Stewart, 1973.
- The Pole-Vaulter. Toronto: McClelland and Stewart, 1974.
- Seventy-five Greek Poems, 1951-1974. Athens: Hermias Publications, 1974.
- The Darkening Fire: Selected Poems, 1945-1968. Toronto: McClelland and Stewart, 1975.
- The Unwavering Eye: Selected Poems, 1969-1975. Toronto: McClelland and Stewart, 1975.
- The Uncollected Poems of Irving Layton: 1936-59. Ed. W. David John. Ottawa, Ontario: Mosaic Press, 1976.
- For my Brother Jesus. Toronto: McClelland and Stewart, 1976.
- The Poems of Irving Layton. Eli Mandel ed. Toronto: McClelland and Stewart, 1977. Aussi publié, avec une introduction de Hugh Kenner, sous le titre The Selected Poems of Irving Layton. New York: New Directions, 1977.   (ISBN 0811206424)
- Rhine Boat Trip — 1977
- The Covenant. Toronto: McClelland and Stewart, 1977.
- The Tightrope Dancer. Toronto: McClelland and Stewart, 1978.
- The Love Poems of Irving Layton. Toronto: Canadian Fine Editions, 1978. Toronto: McClelland and Stewart, 1980.
- Droppings from Heaven. Toronto: McClelland and Stewart, 1979.
- The Tamed Puma. Toronto: Virgo Press, 1979.
- There Were No Signs. Toronto: Madison Gallery, 1979.
- For My Neighbours in Hell. Oakville, Ontario: Mosaic Press, 1980.  (ISBN 088962111X)
- Europe And Other Bad News. Toronto: McClelland and Stewart, 1981.
- A Wild Peculiar Joy: Selected Poems, 1945-82 Toronto: McClelland and Stewart, 1982. 2nd edition 1989. "There Were No Signs" from A Wild Peculiar Joy, online at CBC Words at Large
- Shadows on the Ground: A Portfolio — 1982
- The Gucci Bag. Oakville, Ontario: Mosaic Press, 1983. Toronto: McClelland and Stewart, 1983. Flatiron Book Distributors, 1995.   (ISBN 0889622450).
- The Love Poems of Irving Layton: With Reverence & Delight. Oakville, Ontario: Mosaic Press, 1984. Toronto: Mosaic Press; 2002[4].   (ISBN 0889622469)
- A Spider Danced a Cosy Jig. Toronto: Stoddart, 1984.
- Dance With Desire: Love Poems. Toronto:McClelland & Stewart, 1986. Dance With Desire: Selected Love Poems. Toronto: Porcupine’s Quill, 1992[4].   (ISBN 0889841357)
- Fortunate Exile. Toronto: McClelland and Stewart, 1987.   (ISBN 0771049471).
- Final Reckoning: Poems, 1982-1986. Oakville, Ontario: Mosaic Press, 1987.
- Fornalutx: Selected Poems, 1928-1990. Montreal: McGill-Queen's University Press, 1992.   (ISBN 0773509631)

### Letters
- An Unlikely Affair: The Irving Layton - Dorothy Rath Correspondence. Toronto: Mosaic Press, 1990[4].   (ISBN 0889621012).
- Wild Gooseberries: The Selected Letters of Irving Layton — Toronto: Macmillan, 1989[5].   (ISBN 978-0771594243)
- Irving Layton and Robert Creeley: The Complete Correspondence, 1953-1978. Toronto: McGill-Queens University Press, 1990[4].  (ISBN 0773506578).

Except where noted, bibliographical information courtesy University of Toronto.

## Entretiens
- Entretien sur la poésie avec plusieurs poètes sur Radio-Canada en 1967[7]